# David Obua
David Obua (ur. 10 kwietnia 1984) – ugandyjski piłkarz, grający na pozycji lewego obrońcy, pomocnika lub napastnika.

## Kariera klubowa
Obua zaczynał karierę w Police FC Następnie przeniósł się do USA i zamierzał pójść w ślady swego rodaka Tenywa Bonseu, rozwijając w tym kraju swą karierę. Trafił do klubu trzeciej ligi amerykańskiej, Raleigh Capital Express, a następnie do Wilmington Hammerheads. Po dwóch sezonach spędzonych w Stanach Zjednoczonych wrócił do swego ojczystego kraju. Podpisał kontrakt z Express F.C. po sezonie został jednak wypożyczony do AS Port-Louis 2000. Udany sezon na wypożyczeniu spowodował, że Express F.C. ponownie skorzystał z jego usług. Drugie podejście do tego klubu było o wiele bardziej udane, ponieważ David w trakcie dwóch lat gry rozegrał 48 spotkań, strzelając 19 goli. Upatrzyli go działacze klubu z RPA - Kaizer Chiefs FC. Kibice klubu z Johannesburga mocno protestowali po pierwszym sezonie Obua'y w barwach tego klubu. Jednak w następnych dwóch sezonach stał się ulubieńcem i fanów, i trenera Irvina Khozy. Fantastyczne występy w klubie i reprezentacji spowodowały, że w 2008 roku zgłosiły się po niego West Ham United i Heart of Midlothian. Ostatecznie podpisał kontrakt z tym drugim klubem.

## Kariera reprezentacyjna
Obua debiutował w kadrze w 2001 roku. We wrześniu 2007 zdobył hat-tricka w meczu z Nigrem.